# Tangba Corona
La Tangba Corona è una struttura geologica della superficie di Venere.